# HMS Prince (1788)
Lo HMS Prince era un vascello di secondo rango da 98 cannoni in servizio nella Royal Navy tra il 1790 e il 1837.

## Storia

Pieni costruttivi dei vascelli da 98 cannoni classe London.

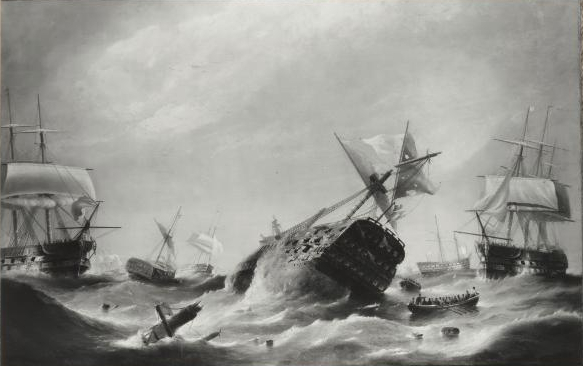
I vascelli Prince e Neptune soccorrono l'equipaggio del vascello Santísima Trinidad in fase di affondamento.

La costruzione del vascello di secondo rango da 98 cannoni Prince fu ordinata al cantiere navale di Woolwich il 9 dicembre 1779, e la nave venne impostata il 1 gennaio 1782, varata il 4 giugno 1788, sotto la supervisione di John Nelson, e completata nel luglio 1790.
Il Prince entrò subito in servizio al comando del capitano Josiah Rogers in risposta alla mobilitazione contro la Spagna del luglio 1790 divenendo nave di bandiera del contrammiraglio Sir John Jervis. Risolta pacificamente la disputa la nave venne messa in riserva a Plymouth nel dicembre dello stesso anno. Con l'inizio delle guerre rivoluzionarie francesi nel febbraio 1793 la nave fu messa in armamento al comando del capitano Cuthbert Collingwood e divenne nave di bandiera del contrammiraglio George Bowyer.  Il 27 ottobre il comandante della Channel Fleet, Lord Howe, portò in mare l'intera flotta con l'intenzione di impegnare combattimento con la flotta di Ponente francese, di stanza a Brest, nel golfo di Biscaglia. La flotta rientrò alla base nel mese di dicembre senza essere entrata in azione.
Nel gennaio 1794 il Prince fu messo fuori servizio, rientrandovi nel dicembre dello stesso anno sotto il capitano Francis Parry. Il 12 giugno 1795 il nuovo comandante della Channel Fleet, Lord Bridport, salpò con le sue navi per scortare un convoglio di navi trasporto truppe che dovevano sbarcare un esercito di lealisti nella baia di Quiberon per lanciare una controrivoluzione in Francia. Il 22 giugno il Prince, al comando del capitano Charles Powell Hamilton,  partecipò marginalmente alla battaglia di Groix, che terminò con una vittoria inglese, senza riportare perdite.
Il 2 giugno 1796 il Prince fu messo fuori servizio per subire un intervento di allungamento dello scafo pari a 17 piedi, al fine di migliorarne le qualità nautiche. I lavori, al costo di 31.267 sterline, terminarono nel mese di novembre, con la nave ora lunga 59,13 m e che stazzava 2.088 btm.  Il Prince rientrò in servizio al comando del capitano Thomas Larcom come nave di bandiera del contrammiraglio Sir Roger Curtis. 
Il 25 dicembre 1796, Lord Bridport ordinò alla Channel Fleet di prendere il mare in risposta alla notizia che la flotta francese di Brest era salpata. La partenza della flotta fu ritardata da una serie di incidenti, con il Prince che entrò in collisione con il vascello da 80 cannoni Sans Pareil quando tentò di virare, cambiando direzione e passando la prua nella direzione del vento e non avendo abbastanza slancio per completare la manovra andò fuori controllo. Entrambe le navi rimasero danneggiate e il Prince dovette ritornare indietro ed essere immesso in bacino di carenaggio per riparare i danni.
Il 4 giugno 1797 il contrammiraglio Curtis prese il mare con la propria squadra per rinforzare la flotta del Mare del Nord, al comando dall'ammiraglio Sir Adam Duncan. Nell'aprile 1798 le navi di Curtis si riunirono alla Channel Fleet, e il 9 dello stesso mese la squadra fu mandata a pattugliare il mare d'Irlanda. Negli anni successivi il Prince rimase assegnato alla Channel Fleet e fu impegnato nel blocco dei porti francesi della Manica e dell'Atlantico. Il 18 maggio 1800 il Prince, insieme a diverse altre navi, entrò a Torbay dopo aver incontrato una forte tempesta al largo di Brest che aveva provocato danni al suo albero maestro.
Nell'aprile 1803 assunse il comando del vascello il capitano Richard Grindall, e il 7 maggio 1804 divenne nave di bandiera del viceammiraglio Cuthbert Collingwood. Nel dicembre dello stesso anno la nave fu impegnata nel blocco di Brest. Nel gennaio 1805 Collingwood fu nominato comandante in capo della Mediterranean Fleet, e il 26 giugno lasciò la Prince e trasferì la sua bandiera di comando sul Dreadnought, dove rimase finché non la trasferì nuovamente sul vascello da 100 cannoni Royal Sovereign. Il Prince e il resto della flotta furono impegnati nel blocco di Cadice, dove l'ammiraglio Pierre Charles Silvestre de Villeneuve e la flotta combinata franco-spagnola erano entrate dopo la sconfitta subita da Sir Robert Calder nella battaglia dei Quindici-Venti, il 28 settembre 1805.
Il 21 ottobre la flotta combinata franco-spagnola salpò da Cadice e fu attaccata dalle navi britanniche al comando di Lord Nelson, suddivise in due colonne al largo di Capo Trafalgar. Il Prince era inquadrato nella parte posteriore della colonna di Nelson. La nave fu impegnata nella lotta verso la fine della battaglia, impegnando combattimento dapprima con il vascello spagnolo da 112 cannoni Principe de Asturias, su cui alzava la sua insegna il viceammiraglio Federico Carlo Gravina, e poi attaccando il vascello francese da 74 cannoni Achille.  La nave francese aveva perso l'albero di mezzana, l'albero maestro e il pennone di prua e, per ragioni non chiare l'inizio della prua aveva preso fuoco. Incapace di spegnere l'incendio a causa della distruzione delle pompe , il suo equipaggio si stava preparando a tagliare via l'albero di trinchetto intorno alle 16:30 quando il Prince si avvicinò e sparò una massiccia bordata.  Questa tagliò il suo albero di trinchetto in due all'incirca al centro e la parte in fiamme dell'albero cadde sulle scialuppe della nave incendiandole e appiccando il fuoco alche al sottostante ponte superiore. Rendendosi conto che la nave francese era in fiamme, il capitano Grindall ordinò all'equipaggio del Prince di cessare il fuoco, e di mettere in mare le scialuppe di salvataggio per trarre in salvo quanti più uomini possibile. Alle 17:45 lo Achille esplose e affondò portando con sé tutti gli ufficiali e gli uomini rimasti a bordo. Nello scontro con l'Achille il Prince rimase leggermente danneggiato agli alberi e al sartiame, ma non vi furono vittime. Successivamente il Prince catturò il vascello da 140 cannoni Santísima Trinidad, gravemente danneggiato nel corso della battaglia.
Mentre le navi rientravano a Gibilterra si scatenò una violentissima tempesta, e il Prince, relativamente intatto, imbarcò i sopravvissuti delle navi nemiche che erano affondate nella tempesta. A causa delle condizioni meteorologiche avverse e della necessità di mettere in sicurezza le proprie navi, Collingwood, succeduto a Nelson rimasto ucciso in combattimento, decise di distruggere le navi più vicine alla costa spagnola, tra cui la Santísima Trinidad e di conseguenza, gli uomini del Prince e del Neptune iniziarono a ripulire la nave dai sopravvissuti e la affondarono.
Il capitano Grindall rimase al comando del Prince finché non fu promosso contrammiraglio il 9 novembre 1805, sostituito dal capitano William Lechmere. La nave tornò quindi alla Channel Fleet e fu impiegata nel servizio di blocco al largo della costa atlantica francese.
Il Prince fu messo fuori servizio a Plymouth nell'ottobre 1806., rientrando brevemente in servizio tra il dicembre dello stesso anno e marzo 1807. Nel 1808 furono sbarcati i suoi cannoni, le vele, i pennoni e le attrezzature, e i portelli compresi quelli dei cannoni furono sigillati e il Prince entrò in ordinaria a Portsmouth.
Nell'ottobre 1813 divenne nave guardiaporto a Spithead, dotata di attrezzature ed armamento ma con circa la metà del suo normale equipaggio.  Compito della nave era garantire la sicurezza del grande ancoraggio della flotta a Spithead oltre a inviare gruppi di uomini dell'equipaggio a terra per assicurarsi che i marinai in libera uscita si comportassero bene. Nell'aprile 1816 il Prince fu nuovamente ristrutturato per fungere da nave rifornimento per la base della flotta a Spithead e come alloggio per gli ufficiali del cantiere navale e per i visitatori. Ricoprì questo ruolo fino a che non fu demolita a Portsmouth nel novembre 1837.

### Annotazioni
1. ↑  Dati riferiti a prima dell'allungamento del 1796.

### Fonti
1. ↑  Lavery 2003, p. 179.
2. 1 2 3 4 5 6 7 8 9  Tree Decks.
3. ↑  Lavery 2003, p. 179.
4. 1 2 3 4 5  Lyon, Winfield 2004, p. 35.
5. 1 2 3 4 5 6 7 8 9 10 11 12 13 14 15 16 17 18 19 20 21 22 23  Kent History.
6. 1 2  James 1886, pp. 366-375.
7. ↑  James 1886, p. 440.
8. ↑  James 1886, p. 441.
9. ↑  James 1886, p. 442.
10. ↑  James 1886, p. 443.
11. ↑  James 1886, p. 451.
12. ↑  James 1886, p. 457.